# Концерт Пола Маккартні на Майдані Незалежності
Концерт Пола Маккартні у Києві — концерт просто неба, який відбувся на Майдані Незалежності 14 червня 2008 року. Концерт був частиною акції Independence Concert Фонду Віктора Пінчука й став найбільшим в історії України: на площі у Києві зібралося близько 350 тисяч шанувальників «Beatles»; на великих екранах у семи містах України концерт зібрав ще 150—200 тисяч осіб. Пряму трансляцію на «Новому каналі» побачило близько 13,5 мільйона телеглядачів — частка глядацької аудиторії склала 18,7 %.

## Оголошення дати концерту

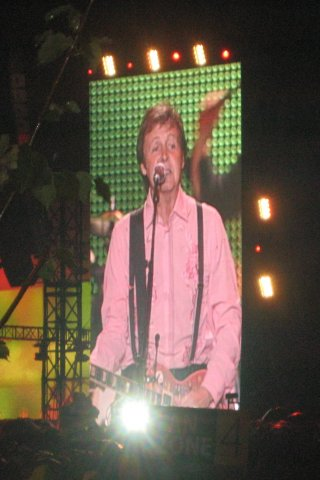
Пол Маккартні, фото з Independence Concert

У квітні 2008 року стало відомо, що на 14 червня 2008-го заплановано безкоштовний концерт легендарного «бітла» у Києві, на Майдані Незалежності о 21:00 за київським часом. Виступ став частиною акції «Independence Concert», організованою Фондом Віктора Пінчука. Саме в рік цього виступу музиканта рівно 40 років виповнюється відомій пісні «Back in the USSR» (укр. Знов у СРСР) написаній Маккартні у 1968 році, яка містить рядок про українських жінок.

### Звернення Віктора Пінчука
| «…Тридцять років тому цього не можна було уявити. Двадцять років тому на це ніхто не наважувався сподіватись. Десять років тому про це можна було лише мріяти. П'ять років тому ми могли лише заздрити сусідам, для яких це стало реальністю. І ось наступило сьогодні. Вперше на Майдані ми почуємо пісні, що змінили світ та створили нову культуру. Пісні, з якими ми росли та стали такими як ми є.»[3] (ініціатор концерту Віктор Пінчук) |

### Звернення Пола Маккартні
Сам Маккартні, звертаючись до української публіки, сказав:

| «Я дуже схвильований, тому що 14 червня був запрошений зіграти концерт у Києві на Майдані Незалежності. Я та мій гурт будемо там — я переконаний, що на нас чекає великий вечір. Я маю надію побачити там усіх вас. Так що приходьте — це буде незабутній день для всієї України. І нехай ритми рок-н-ролу об'єднають нас усіх. Зустрінемось на Майдані!»[4][5] |
Окрім концерту, Фонд Віктора Пінчука покаже 40 полотен Мак-Картні у «PinchukArtCentre» — найбільшому у Східній Європі центрі сучасного мистецтва.

## Реакція українських бітломанів

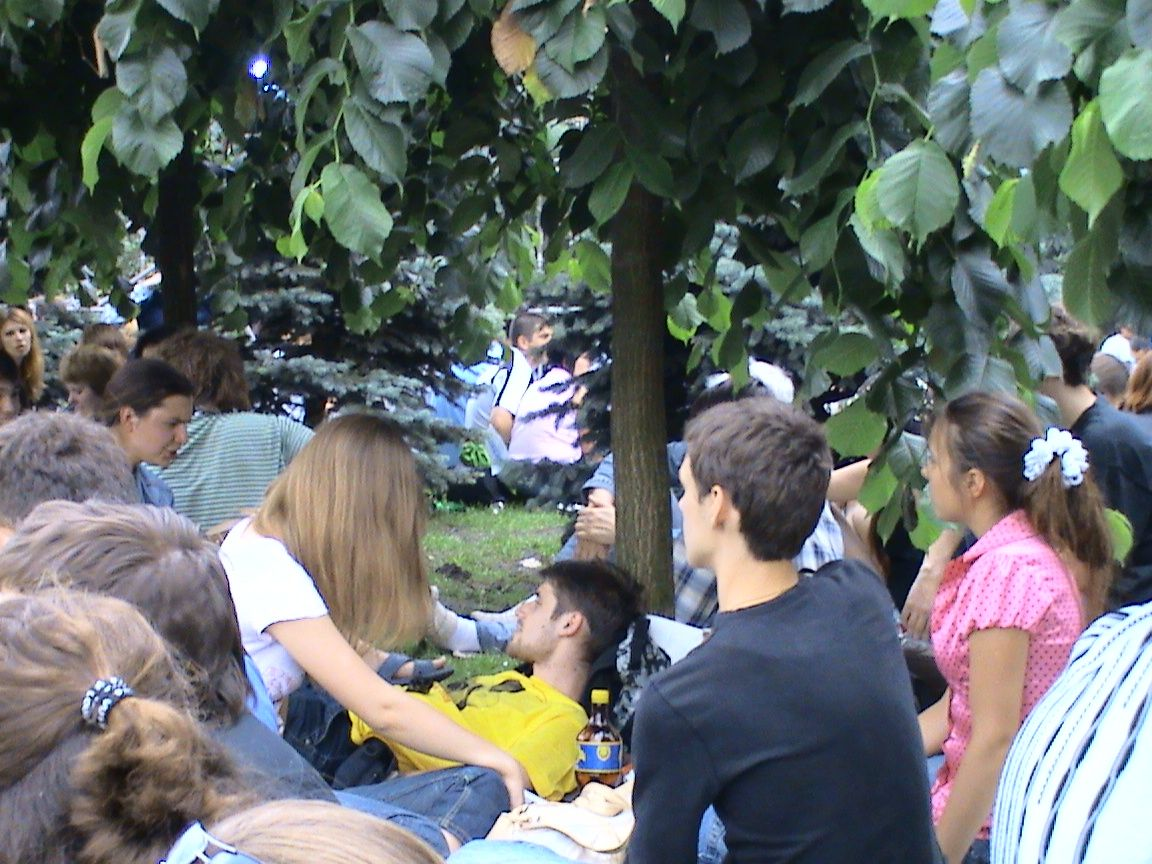
Молодь на Майдані Незалежності за 4 години до початку концерту

До приїзду музиканта українські бітломани відкрили музей The Beatles у Києві з колекцією артефактів, пов'язаних із гуртом, — це перший подібний музей в Україні та на території колишнього Радянського Союзу. Деякі шанувальники підготували подарунок для Мак-Картні — бас-кобзу. А український фан-клуб подарував спеціально пошиту і вишиту сорочку. Також відкрито вебсторінку концерту — BeatlesInMyLife.org.ua.
За два дні до концерту Маккартні дав ексклюзивне інтерв'ю, опубліковане на офіційному сайті «Independence Concert».

## Конкурс на найкращий переклад пісень «Бітлз» рідною мовою
З нагоди Independence concert'у Фонд Пінчука та «Новий канал» оголосили Конкурс на найкращий переклад пісень «Бітлз» рідною мовою та конкурс історій «Бітлз у моєму житті». Результати конкурсів опубліковані на сайті beatlesinmylife.org.ua. Переможці конкурсу перекладів: Юлія Окулова (Миколаїв), Анна Плугатир (Севастополь), Іван Щурко (Київ), Віктор Ряска (гурт Timiana, Київ) за переклад пісні «Fool on the Hill» та за відеокліп на цю пісню, Кока Черкаський (Черкаси) — за автентичність українських перекладів, Денис Процишин (Житомир). Оцінювали подані на конкурс твори Брати Капранови. Переможці отримали призи: по два квитки у фан-зону.

## Концерт

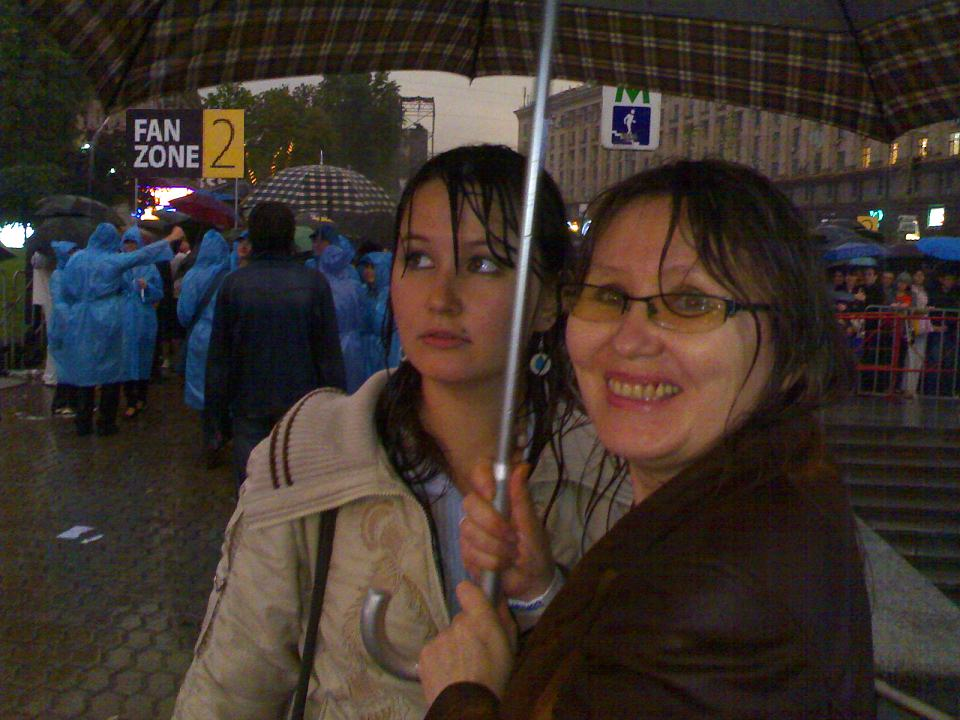
Фанати Пола Маккартні різного віку під проливним дощем очікували початку виступу біля входу у фан-зону № 2

Попри потужний дощ, котрий передував концерту в Києві протягом кількох годин, київський концерт відвідало 350 тисяч глядачів і ще 195 тисяч зібралися в інших містах, де були встановлені екрани, на яких транслювався концерт: у Харкові, Дніпропетровську, Севастополі, Львові, Донецьку й Одесі. Ще 13 мільйонів людей дивилися концерт у телетрансляції на «Новому каналі». Маккартні виконав 33 композиції, включно зі Back in the USSR, "Band on the Run і Yesterday.
16 червня співак особисто зустрівся з Віктором Ющенком. Президент подарував англійському музикантові вишиванку.

## Пісні, виконані на концерті
Список пісень, які були виконані на концерті:
1. «Drive My Car» (Beatles)
2. «Jet» (Wings)
3. «All My Loving» (Beatles)
4. «Only Mama Knows» (альбом Memory Almost Full, 2007)
5. «Flaming Pie» (альбом Flaming Pie, 1997)
6. «Got to Get You Into My Life» (Beatles)

1. «Let Me Roll It» (Wings)
2. «C Moon» (Wings)
3. «My Love» (Wings)
4. «Let 'Em In» (Wings)

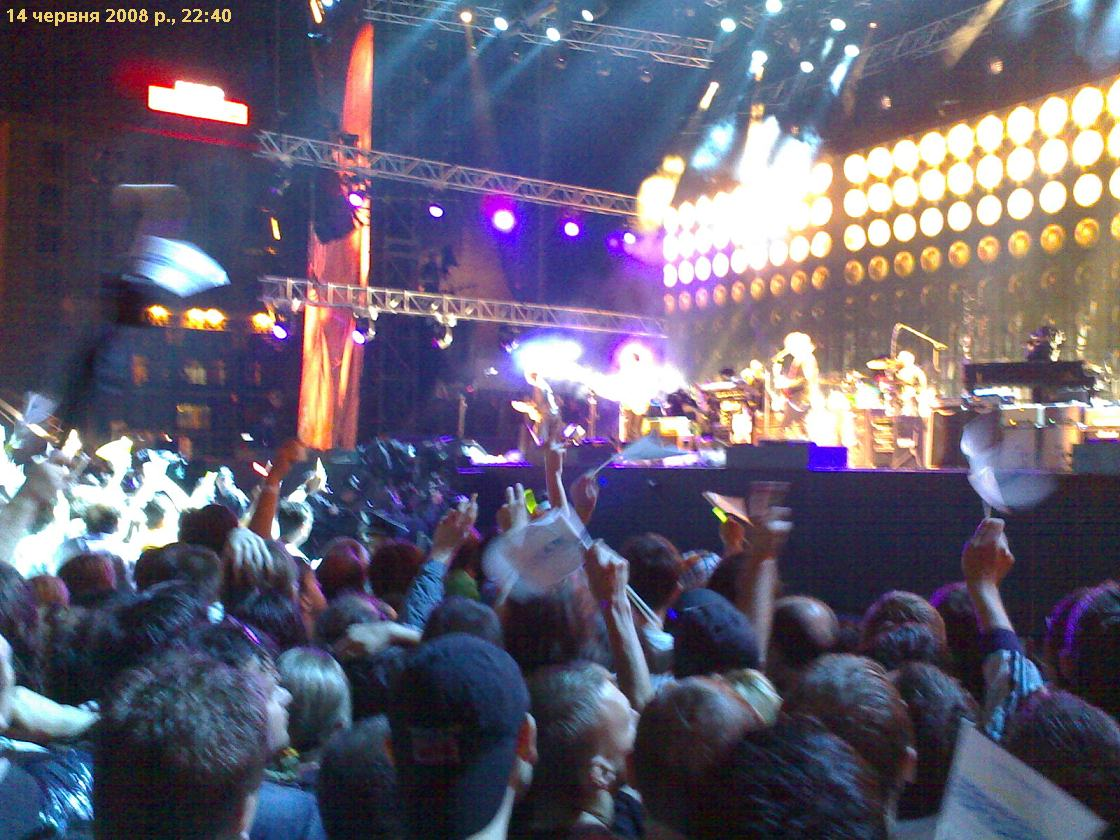
Вид на сцену під час виступу Пола Маккартні з фан-зони о 22:40

5. «The Long and Winding Road» (Beatles)

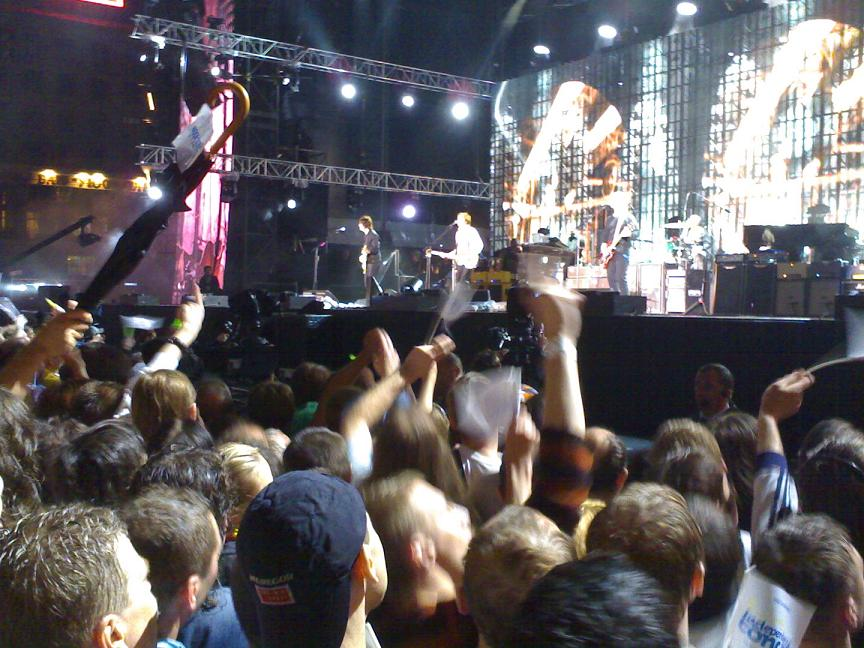
Вид на сцену під час виступу Пола Маккартні з фан-зони о 22:42

1. «Dance Tonight» (Memory Almost Full, 2007)
2. «Blackbird» (Beatles)
3. «Calico Skies» (Flaming Pie, 1997)
4. «I'll Follow the Sun» (Beatles)
5. «Mrs Vandebilt» (Wings)
6. «Eleanor Rigby» (Beatles)
7. «Something» (Beatles)
8. «Good Day Sunshine» (Beatles)
9. «Penny Lane» (Beatles)
10. «Band on the Run» (Wings)
11. «Birthday» (Beatles)
12. «Back in the USSR» (Beatles)
13. «I Got a Feeling» (Beatles)
14. «Live and Let Die» (Wings)
15. «Let It Be» (Beatles)
16. «Hey Jude» (Beatles)
17. «A Day in the Life/Give Peace a Chance» (Beatles/Plastic Ono Band)
18. «Lady Madonna» (Beatles)
19. «Get Back» (Beatles)
20. «I Saw Her Standing There» (Beatles)

### На біс
1. «Yesterday» (Beatles)
2. «Sgt. Pepper's Lonely Hearts Club Band (Reprise)» (Beatles)